# 張允修
张允修（1567年—1644年），字嗣弼，號建初，湖广江陵（今湖北江陵）人，明朝官員。

## 生平
首辅张居正五子，万历三年（1575年），荫尚宝丞（正五品）。万历十二年（1584年）四月，詔令查抄張居正家產，司禮監太監張誠，刑部右侍郎邱橓及錦衣衛、給事中等奉命前往。同年八月，夺张允修官。崇祯三年（1630年），复张允修官。崇祯十七年（1644年）正月，张献忠攻陷荆州，张允修绝食而死。